# Passionsfrucht Martini

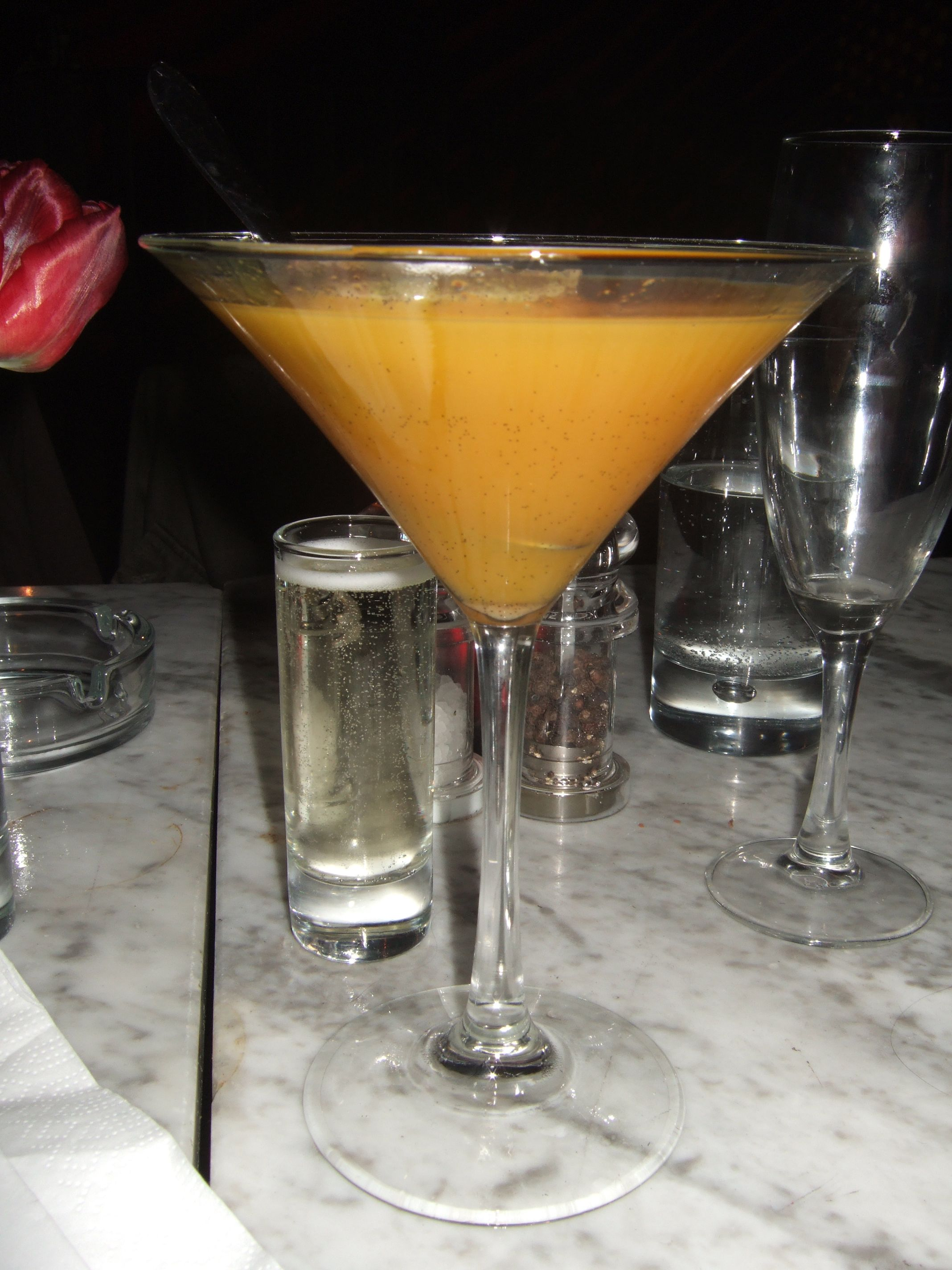
Pornstar Martini

Der Passionsfrucht Martini (auch Pornstar Martini oder Maverick Martini) ist ein Cocktail aus Wodka, Passionsfrucht, Vanillesirup und weiteren Zutaten. Er wurde 2002 von Douglas Ankrah (1970–2021), dem aus Ghana stammenden ehemaligen Besitzer der LAB London Bar, in seiner Bar Townhouse in London erfunden; das ursprüngliche Getränk sei ihm zufolge durch einen Besuch des Mavericks Revue Bar Gentlemen’s Club, einem Stripclub in Kapstadt, inspiriert worden. Nach dem Getränkehersteller Fentimans, der 2022 untersuchte, welche 36 Mixgetränke am häufigsten auf TikTok, Instagram und Twitter mittels Hashtag erwähnt wurden und nach welchen am häufigsten gesucht wurde, erreichte der Passionsfrucht Martini als jüngster Cocktail im Ranking nach der Margarita und dem Mojito den dritten Platz.

## Zubereitung
Zur Vorbereitung entfernt man von drei halben Passionsfrüchten die Schale und gibt das Fruchtfleisch samt den Kernen in einen Cocktail-Shaker auf Eis. Dazu gibt man Wodka (mit Vanillearoma), Passionsfruchtlikör (z. B. Passoa), Vanillesirup und Limettensaft. Anschließend werden die Zutaten mit dem Eis zusammen geschüttelt und in eine gekühlte Cocktailschale abgeseiht. Als Garnierung verwendet man eine Scheibe oder auch die ganze Hälfte der restlichen Frucht. Der Cocktail wird meist zusammen mit wenig Champagner oder Sekt in einem zusätzlichen hohen Schnapsglas serviert, so dass man abwechselnd trinken kann.

## Varianten
Alternativ zu den Früchten wird auch Fruchtpüree oder -nektar verwendet. Nach dem Abseihen des Cocktails kann dieser auch ohne ein zweites Glas direkt mit etwas Schaumwein aufgegossen und danach vorsichtig umgerührt werden. Beim ursprünglichen Maverick Martini wurde das Fruchtfleisch gesondert mit Vanillezucker (statt dem -sirup) gemischt und in den fertigen Cocktail gegeben, der in einem Martiniglas serviert wurde.